# Hélène Binet

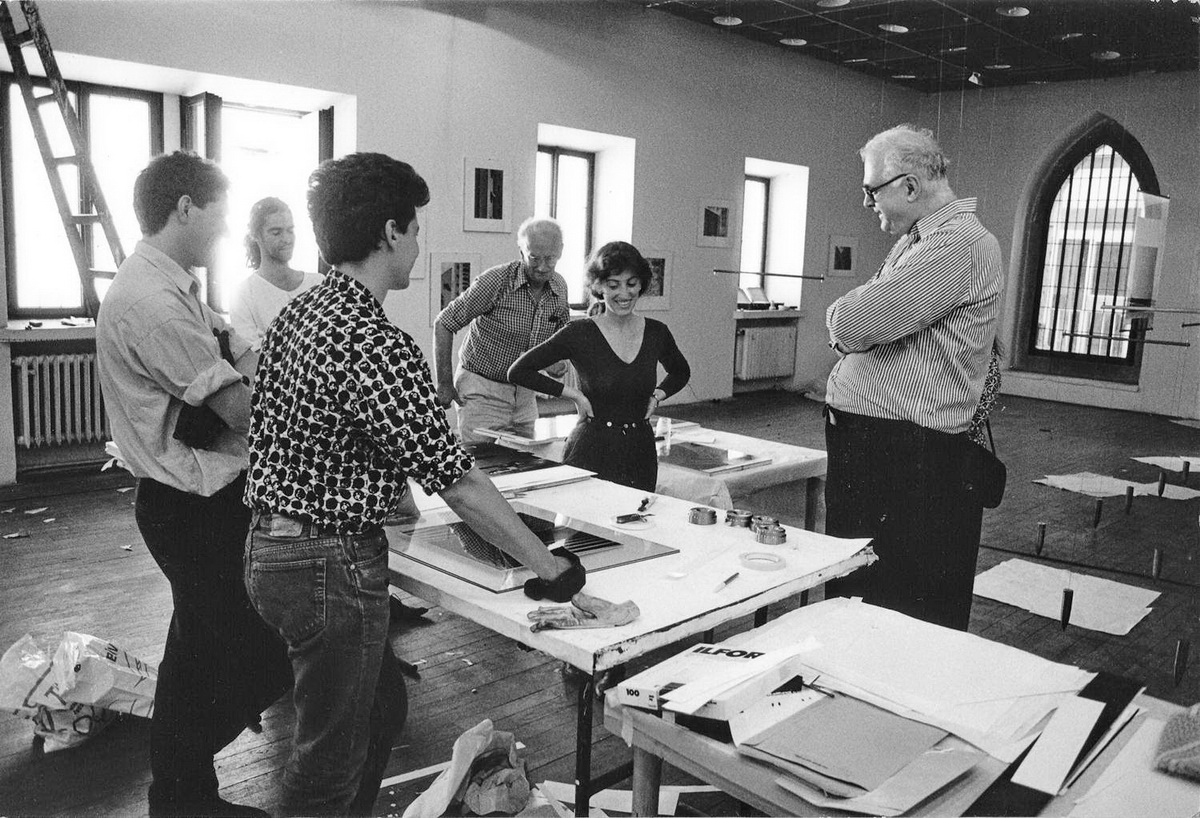
Hélène Binet (Mitte) mit John Hejduk (rechts), Prag 1991

Hélène Binet (* 25. Juli 1959 in Sorengo) ist eine Schweizer Architekturfotografin.

## Werdegang
Binet wuchs in Rom auf, wo sie auch Fotografie am Istituto Europeo di Design studierte. Anschliessend arbeitete sie zwei Jahre lang als Fotografin am Grand Théâtre de Genève, bevor sie sich der Architekturfotografie zuwandte.
Die Fotografin lebt heute (2011) auf Osea Island, einer Insel im Mündungstrichter des River Blackwater in der englischen Grafschaft Essex.

## Arbeit

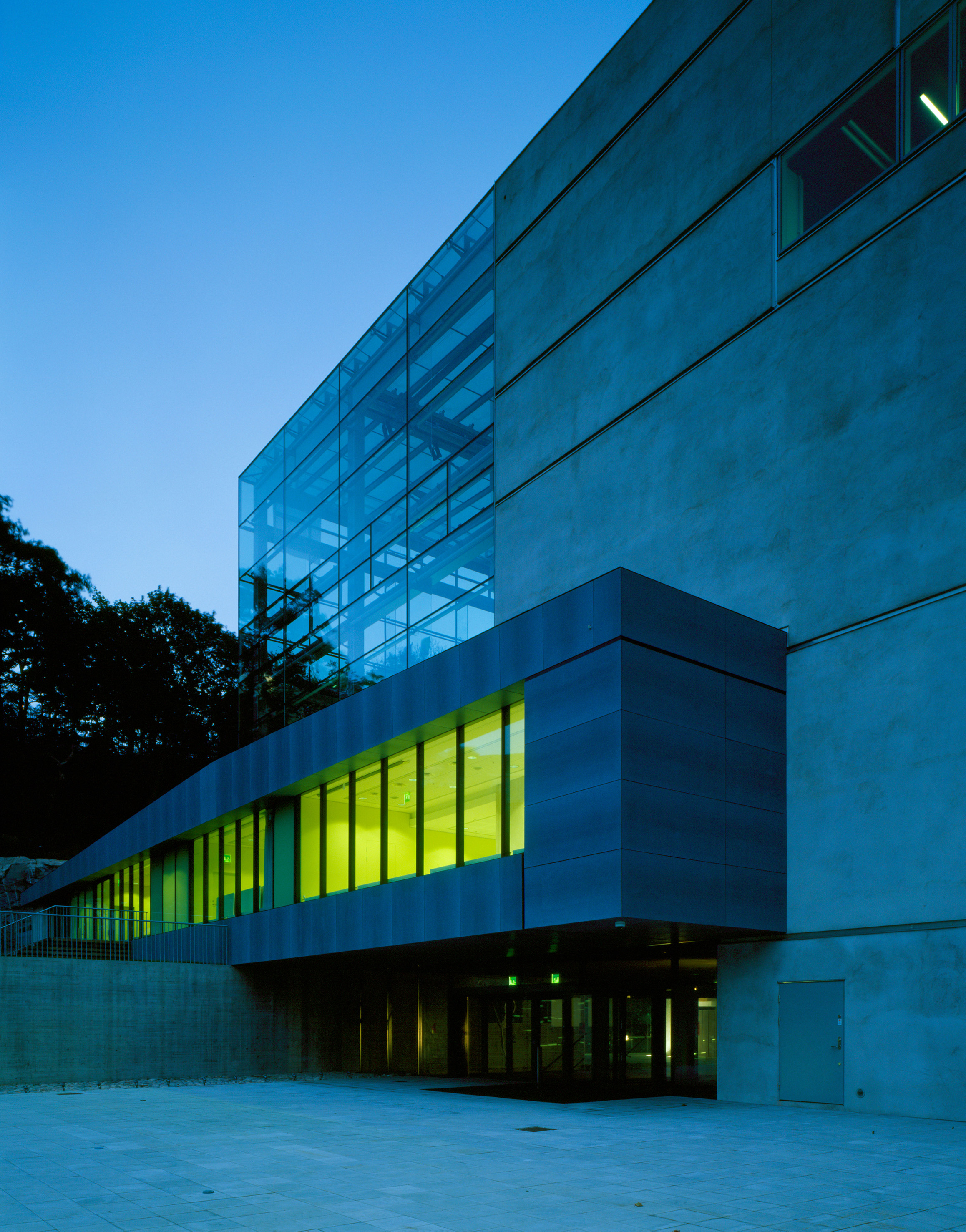
Världskulturmuseet

Binet arbeitet als Fotografin mit international bekannten Architekten und Künstlern zusammen. Das waren unter anderen Le Corbusier, BAUKUNST, Vincent Van Duysen, Sverre Fehn, Raoul Bunschoten, David Chipperfield, Zaha Hadid, Caruso St. John, Sigurd Lewerentz, Studio Mumbai, Sergio Musmeci, Zvi Hecker, Jørn Utzon, John Hejduk, Josef Paul Kleihues, Daniel Libeskind, Mensing Timofticiuc, Tony Fretton, Bosshard Vaquer, Edmund de Waal, Jonathan Woolf und Peter Zumthor.
2019 wurde sie im Rahmen der Women in Architecture Awards für ihre Arbeit mit dem Ada-Louise-Huxtable-Preis ausgezeichnet.

## Fotobände
- mit Iwan Baan: Zaha Hadid: Heydar Aliyev Center. Lars Müller Verlag, Baden, Schweiz 2013, ISBN 978-3-03778-353-5.
- Sigrid Hauser, Peter Zumthor: Peter Zumthor – Therme Vals. Fotos von Hélène Binet. Scheidegger und Spiess, Zürich 2007, ISBN 978-3-85881-704-4.
- Edmund de Waal. Texte von Jorunn Veiteberg und Helen Waters, Kettle’s Yard/mimo 2007.
- Composing Space – The Photographs of Hélène Binet. Phaidon, London 2011, ISBN 978-0-7148-6119-7.
- mit anderen: Peter Eisenman: Holocaust-Mahnmal Berlin. Lars Müller Publishers, Zürich 2005, ISBN 3-03778-059-2.
- Das Geheimnis des Schattens: Licht und Schatten in der Architektur. Ausstellungskatalog, Fotografie Hélène Binet. Wasmuth, Tübingen / Berlin 2002, ISBN 3-8030-0622-8.
- Jewish Museum, Berlin/Danel Libeskind. G + B Arts International, Amsterdam 1999, ISBN 90-5701-252-9.
- Peter Zumthor: Häuser 1979–1997. Fotos Hélène Binet. Birkhäuser, Basel 1999, ISBN 3-7643-6098-4.
- Peter Cook: The House of the Book: Zvi Hecker. Fotos Hélène Binet. Black Dog Publishing, London 1997, ISBN 1-901033-15-5.